# M728 Combat Engineer Vehicle
L'M728 Combat Engineer Vehicle (CEV) è un veicolo da combattimento per il genio di produzione statunitense. Derivato dal carro armato M60 Patton, è un mezzo completamente cingolato utilizzato per l'apertura di brecce e la rimozione degli ostacoli, il trasporto di squadre di demolizione e le operazioni di pionieri. La produzione iniziò nel 1965 e cessò nel 1987. Furono prodotte in totale 312 varianti di questi veicoli ingegneristici blindati.